# L'Avenir du peuple canadien-français

L'Avenir du peuple canadien-français est un essai d'Edmond de Nevers qui est considéré par plusieurs critiques comme un classique de la littérature canadienne d'expression française,.
De Nevers, imagine une ville de Montréal idéale qui serait une métropole de progrès et de culture, alors que se développeraient parallèlement le monde rural, c'est-à-dire la production agricole. Il s'agit d'un sorte de programme utopique qui - après avoir fait ressortir la spécificité du « peuple canadien-français » à travers son passé - défend l'autonomie de cette nation.  
Ce rêve d'un essor économique et culturel du peuple québécois s'accompagne d'une foi en l'éducation et le développement des lettres et des arts. Nevers employait le mot « race » dans le sens très général de nation, mais à l'époque ce mot était très répandu notamment grâce à Renan.
Ce projet est teinté de certaines idées issues du socialisme auquel de Nevers s'était intéressé durant son voyage en France; mais elles renvoient surtout à un libéralisme à la Tocqueville auquel s'ajoute l'influence de Renan et de sa théorie de la nation. 
Pour de Nevers, la langue française et la vie rurale constituent le ciment de la nation canadienne-française et il convient de la « défendre et l'illustrer », car elle assure la force et la cohésion de la race dans une Amérique « pansaxonniste ». 
Le nationalisme de Nevers est très libre et ne ressemble pas à celui formulé par l'école cléricale, mais il n'est pas non plus areligieux, le mot religion étant redit à plus de vingt reprises. Son point de vue relève d'un optimisme progressiste, voire d'une philosophie de l'histoire. 
En commentant la possible revanche des berceaux, il voit un peuple en marche vers un avenir « lumineux », vers une Amérique où « il y aura des villes et des villages français disséminés comme autant d'oasis gracieuses ».